# 1 000 kilomètres de Monza
Les 1 000 kilomètres de Monza, devenus depuis 2021 les 6 Heures de Monza, sont une épreuve d'endurance réservée aux voitures de sport (ou sport-Prototypes) et voitures Grand-Tourisme, qui se tient sur le tracé de Monza en Italie
La « Coppa Inter-Europa » se tient pour la première fois en 1949, sur le circuit de 6,3 km. En 1954, la course est élargie à 1 000 km, et en 1956 elle se tient sur le circuit de 10 kilomètres. En 1965 « Coppa » (en GT, vainqueur Steinmetz) et 1 000 kilomètres se disputent distinctement pour le championnat mondial. Durant les années 1950, elle prend le nom de Supercortemaggiore en Italie.
Bien que nommée les 1000 km de Monza, la course s'est souvent tenue sur des longueurs plus courtes, notamment à la fin des années 1970 et au début des années 1990, avant la disparition du Championnat du monde des voitures de sport en 1992.
Après 1992, la course fit partie de différents championnats, notamment le Championnat GT italien et le Challenge Endurance Italia en 1997 et 1998.
Une manche de 6 heures apparaît sur le calendrier du WEC 2021, au mois de juillet, et marque le retour de l'épreuve en championnat du monde d'endurance FIA.

## Palmarès
| Année     | Pilote(s)                                        | Voiture                   | Temps/Distance      | Championnat                                       |
| --------- | ------------------------------------------------ | ------------------------- | ------------------- | ------------------------------------------------- |
| 1949      | Bruno Sterzi                                     | Ferrari 166 S             |                     |                                                   |
| 1950      | Consalvo Sanesi                                  | Alfa Romeo 6C             | 2 Heures            |                                                   |
| 1951      | Luigi Villoresi                                  | Ferrari 212               | 2 Heures            |                                                   |
| 1952      | Bruno Sterzi                                     | Ferrari 225S              | 2 Heures            |                                                   |
| 1953      | Luigi Villoresi                                  | Ferrari 250               | 2 Heures 30 Minutes |                                                   |
| 1954      | Mike Hawthorn Umberto Maglioli                   | Ferrari 735 S             | 1 000 km            |                                                   |
| 1955      | Jean Behra Luigi Musso                           | Maserati 300S             | 1 000 km            |                                                   |
| 1956      | Peter Collins Mike Hawthorn                      | Ferrari 500TR             | 1 000 km            |                                                   |
| 1957      | Camillo Luglio                                   | Ferrari 250 GT            |                     |                                                   |
| 1958      | Luigi Taramazzo                                  | Ferrari 250 GT            |                     |                                                   |
| 1959      | Alfonso Thiele                                   | Ferrari 250 GT            |                     |                                                   |
| 1960      | Carlo Mario Abate                                | Ferrari 250 GT            |                     | FIA GT Cup                                        |
| 1961      | Pierre Noblet                                    | Ferrari 250 GT            | 3 Heures            | FIA GT Cup                                        |
| 1962      | Non couru                                        | Non couru                 | Non couru           | Non couru                                         |
| 1963      | Roy Salvadori                                    | Aston Martin DP214        | 3 Heures            | WSC                                               |
| 1964      | Rob Slotemaker                                   | Porsche 904 GTS           | 3 Heures            | WSC                                               |
| 1965      | Mike Parkes Jean Guichet                         | Ferrari 275P2             | 1 000 km            | WSC                                               |
| 1966      | John Surtees Mike Parkes                         | Ferrari 330P3             | 1 000 km            | WSC                                               |
| 1967      | Lorenzo Bandini Chris Amon                       | Ferrari 330P4             | 1 000 km            | WSC                                               |
| 1968      | Paul Hawkins David Hobbs                         | Ford GT40                 | 1 000 km            | WSC                                               |
| 1969      | Jo Siffert Brian Redman                          | Porsche 908               | 1 000 km            | WSC                                               |
| 1970      | Pedro Rodríguez Leo Kinnunen                     | Porsche 917               | 1 000 km            | WSC                                               |
| 1971      | Pedro Rodríguez Jackie Oliver                    | Porsche 917               | 1 000 km            | WSC                                               |
| 1972      | Jacky Ickx Clay Regazzoni                        | Ferrari 312 PB            | 1 000 km            | WSC                                               |
| 1973      | Jacky Ickx Brian Redman                          | Ferrari 312 PB            | 1 000 km            | WSC                                               |
| 1974      | Arturo Merzario Mario Andretti                   | Alfa Romeo 33TT12         | 1 000 km            | WSC                                               |
| 1975      | Arturo Merzario Jacques Laffite                  | Alfa Romeo 33TT12         | 1 000 km            | WSC                                               |
| 1976      | Jochen Mass Jacky Ickx                           | Porsche 936               | 4 Heures            | WSC                                               |
| 1977      | Vittorio Brambilla                               | Alfa Romeo 33SC12         | 500 km              | WSC                                               |
| 1978      | Reinhold Joest                                   | Porsche 908/3             | 320 km              | ESC                                               |
| 1979      | Renzo Zorzi Marco Capoferri                      | De Cadenet Lola T226-Ford | 1 000 km            | Championnat italien de Groupe 6                   |
| 1980      | Alain de Cadenet Desiré Wilson                   | De Cadenet Lola LM        | 1 000 km            | Championnat italien de Groupe 6 WSC               |
| 1981      | Edgar Dören Jürgen Lässig Gerhard Holup          | Porsche 935K3             | 1 000 km            | WSC                                               |
| 1982      | Henri Pescarolo Giorgio Francia                  | Rondeau M382              | 1 000 km            | WSC                                               |
| 1983      | Bob Wollek Thierry Boutsen                       | Porsche 956               | 1 000 km            | WSC                                               |
| 1984      | Stefan Bellof Derek Bell                         | Porsche 956               | 1 000 km            | WSC                                               |
| 1985      | Manfred Winkelhock Marc Surer                    | Porsche 962C              | 1 000 km            | WSC                                               |
| 1986      | Hans-Joachim Stuck Derek Bell                    | Porsche 962C              | 360 km              | WSC                                               |
| 1987      | Jan Lammers John Watson                          | Jaguar XJR-8              | 1 000 km            | WSC                                               |
| 1988      | Martin Brundle Eddie Cheever                     | Jaguar XJR-9              | 1 000 km            | WSC                                               |
| 1989      | Non couru                                        | Non couru                 | Non couru           | Non couru                                         |
| 1990      | Mauro Baldi Jean-Louis Schlesser                 | Mercedes-Benz C11         | 480 km              | WSC                                               |
| 1991      | Martin Brundle Derek Warwick                     | Jaguar XJR-14             | 430 km              | WSC                                               |
| 1992      | Geoff Lees Hitoshi Ogawa                         | Toyota TS010              | 500 km              | WSC                                               |
| 1993-1994 | Non couru                                        | Non couru                 | Non couru           | Non couru                                         |
| 1995      | Thomas Bscher John Nielsen                       | McLaren F1 GTR            | 725 km              | BPR Global GT Series                              |
| 1996      | Thomas Bscher John Nielsen                       | McLaren F1 GTR            | 736 km              | BPR Global GT Series                              |
| 1997      | Thomas Bscher John Nielsen                       | Kremer K8 Spyder-Porsche  | 1 000 km            | Challenge Endurance Italia                        |
| 1998      | Thomas Bscher Geoff Lees                         | McLaren F1 GTR            | 1 000 km            | Challenge Endurance Italia Championnat GT italien |
| 1999      | Vincenzo Sospiri Emmanuel Collard                | Ferrari 333 SP            | 500 km              | Coupe du monde des voitures de sport              |
| 2000      | Mauro Baldi Gary Formato                         | Riley & Scott Mk III-Judd | 500 km              | Coupe du monde des voitures de sport              |
| 2001      | Christian Vann Giovanni Lavaggi                  | Ferrari 333 SP            | 1 000 km            | Coupe du monde des voitures de sport              |
| 2002      | Non couru                                        | Non couru                 | Non couru           | Non couru                                         |
| 2003      | Jan Lammers John Bosch                           | Dome S101-Judd            | 2 Heures 30 Minutes | Championnat FIA des voitures de sport             |
| 2004      | Jamie Davies Johnny Herbert                      | Audi R8                   | 1 000 km            | Le Mans Endurance Series                          |
| 2005      | Emmanuel Collard Jean-Christophe Boullion        | Pescarolo C60-Judd        | 1 000 km            | Le Mans Endurance Series                          |
| 2006      | Non couru                                        | Non couru                 | Non couru           | Non couru                                         |
| 2007      | Marc Gené Nicolas Minassian                      | Peugeot 908 HDi FAP       | 1 000 km            | Le Mans Series                                    |
| 2008      | Pedro Lamy Stéphane Sarrazin                     | Peugeot 908 HDi FAP       | 1 000 km            | Le Mans Series                                    |
| 2009-2016 | Non couru                                        | Non couru                 | Non couru           | Non couru                                         |
| 2017      | Ryō Hirakawa Memo Rojas Léo Roussel              | Oreca 07-Gibson           | 4 Heures            | European Le Mans Series                           |
| 2018      | Roman Rusinov Jean-Éric Vergne Andrea Pizzitola  | Oreca 07-Gibson           | 4 Heures            | European Le Mans Series                           |
| 2019      | Roman Rusinov Job van Uitert Norman Nato         | Aurus 01-Gibson           | 4 Heures            | European Le Mans Series                           |
| 2020      | Phil Hanson Filipe Albuquerque                   | Oreca 07-Gibson           | 4 Heures            | European Le Mans Series                           |
| 2021      | Julien Canal Will Stevens James Allen            | Oreca 07-Gibson           | 4 Heures            | European Le Mans Series                           |
| 2021      | Mike Conway Kamui Kobayashi José María López     | Toyota GR010 Hybrid       | 6 Heures            | Championnat du monde d'endurance FIA              |
| 2022      | Paul-Loup Chatin Paul Lafargue Patrick Pilet     | Oreca 07-Gibson           | 4 Heures            | European Le Mans Series                           |
| 2022      | André Negrão Nicolas Lapierre Matthieu Vaxiviere | Alpine A480               | 6 Heures            | Championnat du monde d'endurance FIA              |
| 2023      | Mike Conway Kamui Kobayashi José María López     | Toyota GR010 Hybrid       | 6 Heures            | Championnat du monde d'endurance FIA              |

## Remarque
- Monza accueille ses premières courses d'endurance en 1924 et 1926, avec les Grand premio della Notte (littéralement les « Grand Prix de la Nuit », ou encore les 24 Ore di Monza[2]) :
  - 1924 :  Christian Rieken et  Hans Berthold, sur N.A.G. (de) C46 3 litres ;
  - 1926 :  André Boillot et  Luigi Tattini, sur Peugeot N°1.